# Tharaka-Nithi (hạt)
Hạt Tharaka-Nithi là một hạt thuộc tỉnh Đông ở Kenya. Theo điều tra dân số ngày 24 tháng 8 năm 1999, hạt này có dân số 100992 người. Hạt Tharaka-Nithi có diện tích 1570 km². Hạt lỵ đóng tại Kathwana.